# دانی مان
دانی مان (انگلیسی: Danny Mann؛ زادهٔ ۲۸ ژوئیهٔ ۱۹۵۱) یک صدا پیشه، فیلم‌نامه‌نویس، و خواننده اهل ایالات متحده آمریکا است.